# Parelastrild
De parelastrild (Hypargos margaritatus) is een zangvogel uit de familie Estrildidae (prachtvinken).

## Verspreiding en leefgebied
Deze soort komt voor van zuidelijk Mozambique tot oostelijk Transvaal, oostelijk Swaziland en noordelijk KwaZoeloe-Natal.